# 良才市民之林站
良才市民之林站（：／ Yangjaesiminesumnyeok */?）副站名梅軒（매헌），是新盆唐線沿線的一座地下車站，位於韓國首爾特別市瑞草區良才洞，江南大路與如意川的最南側。副站名取自韓國獨立運動家尹奉吉之号。

## 車站結構
站體為2面2線側式月台的地下車站，候車月台設有月台幕門，並有5處出口。

### 月台配置
| ↑ 良才   |
| \| 下    |
| 清溪山 ↓ |

| 月台 | 路線      | 目的地         |
| ---- | --------- | -------------- |
| 上行 | ●新盆唐線 | 良才、江南方向 |
| 下行 | ●新盆唐線 | 亭子、板橋方向 |

## 歷史
- 2011年10月28日：落成啟用

## 車站周邊
- 良才市民森林
- 良才教育文化會館
- 尹奉吉义士纪念馆
- aT Center（朝鲜语：aT센터）
- 彥南高校
- 良才119消防安全中心
- 京釜高速公路良才交流道

## 圖片

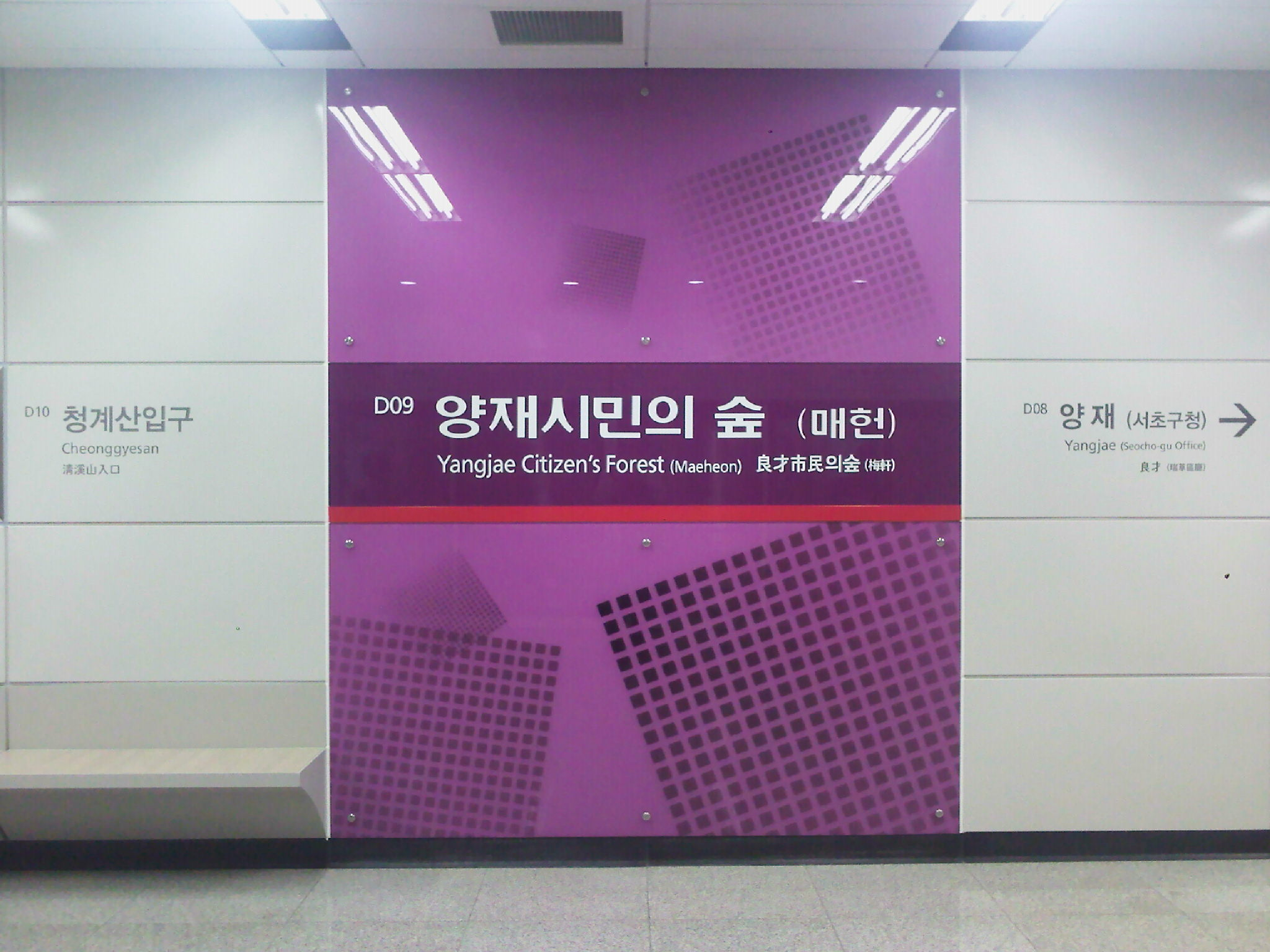
站名牌
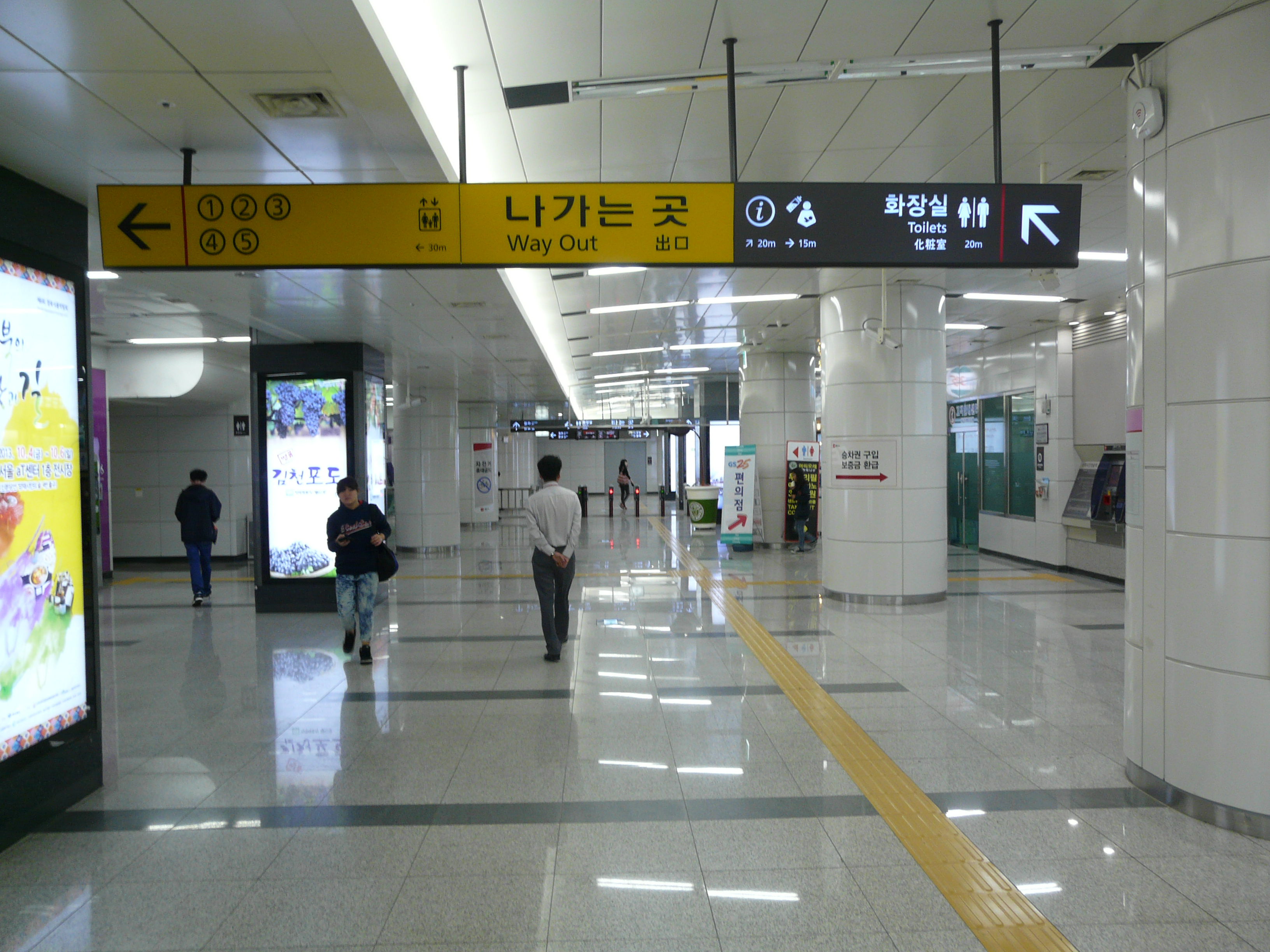
車站通道
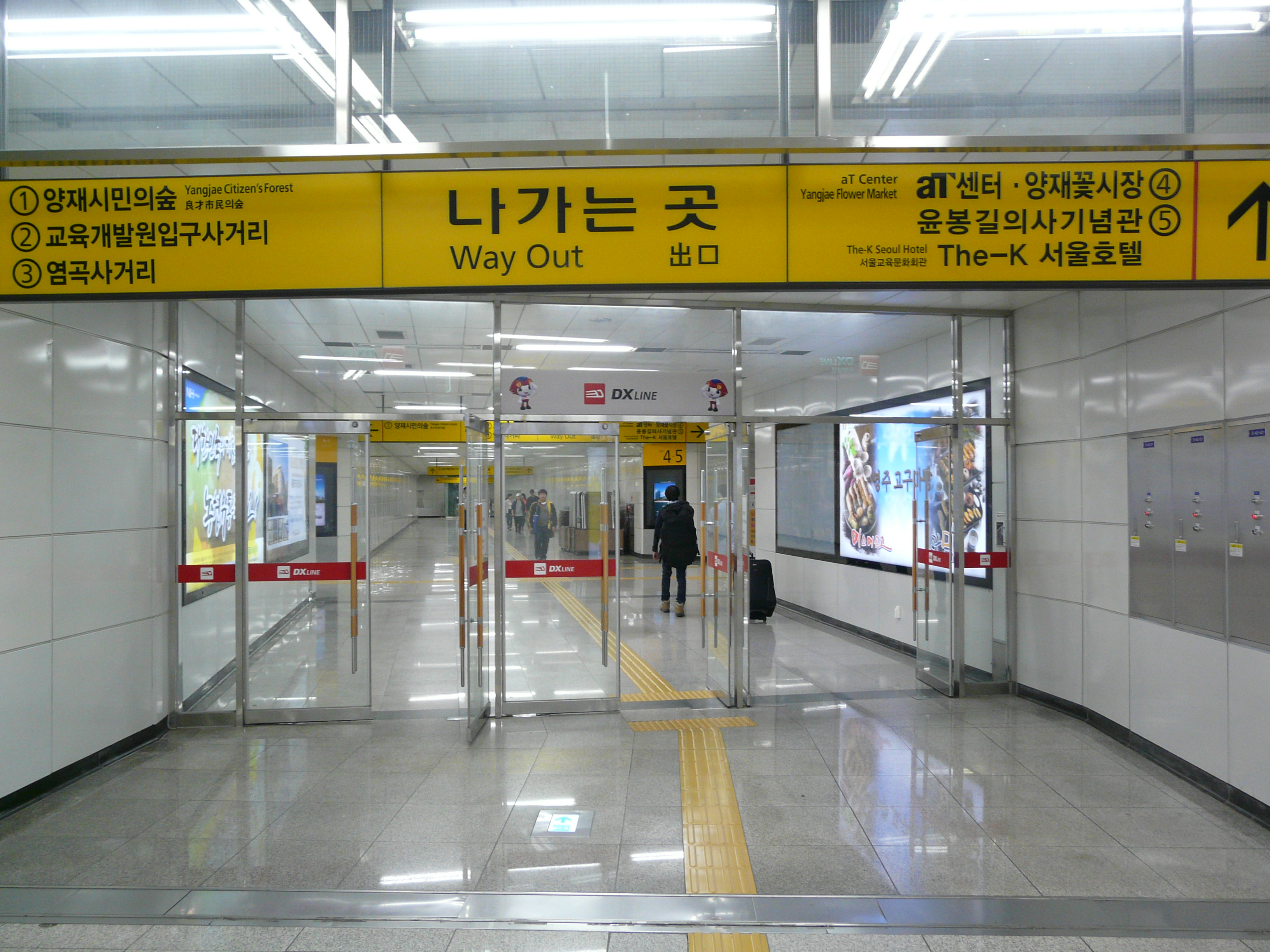
車站通道
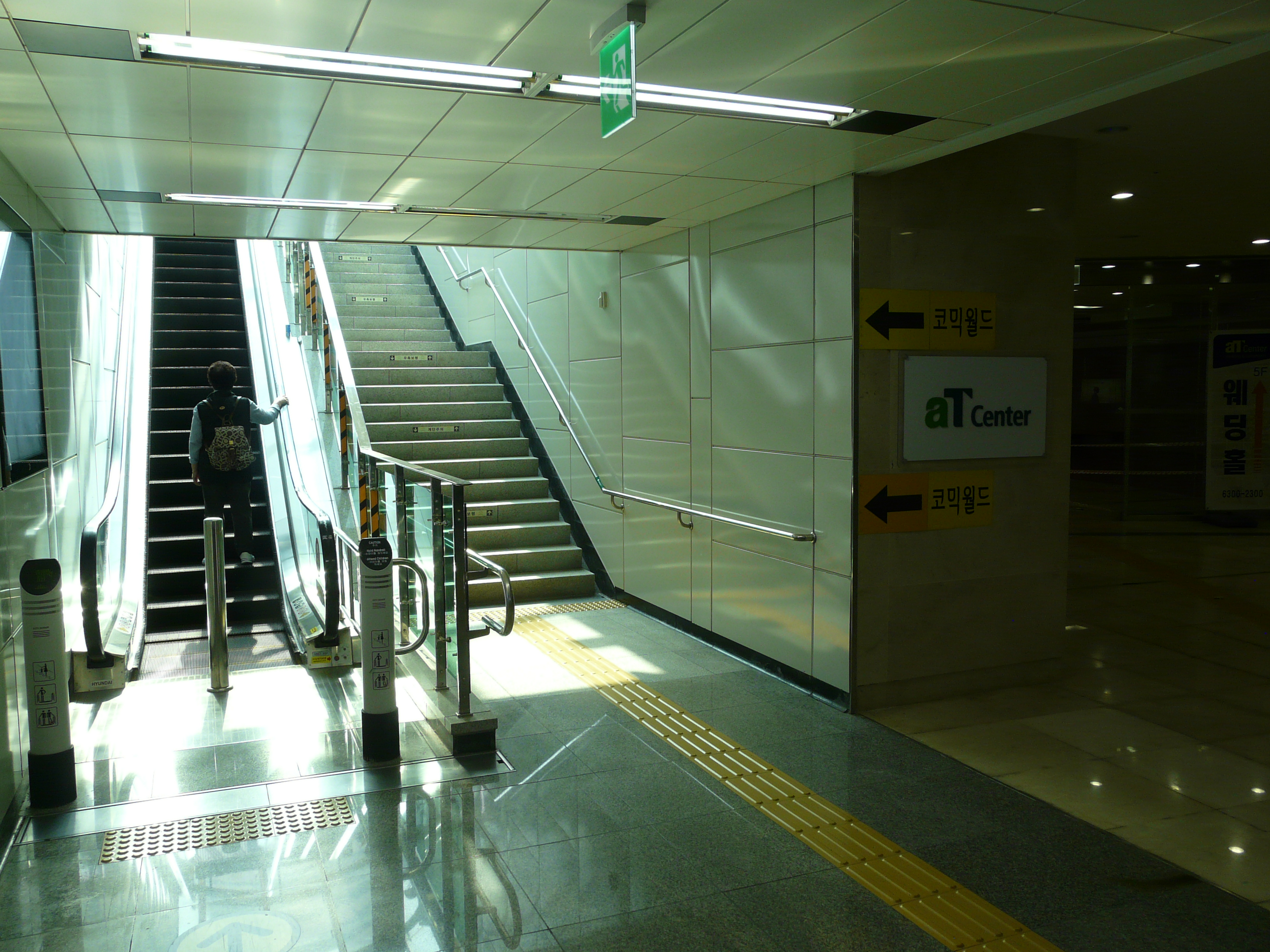
出口電扶梯
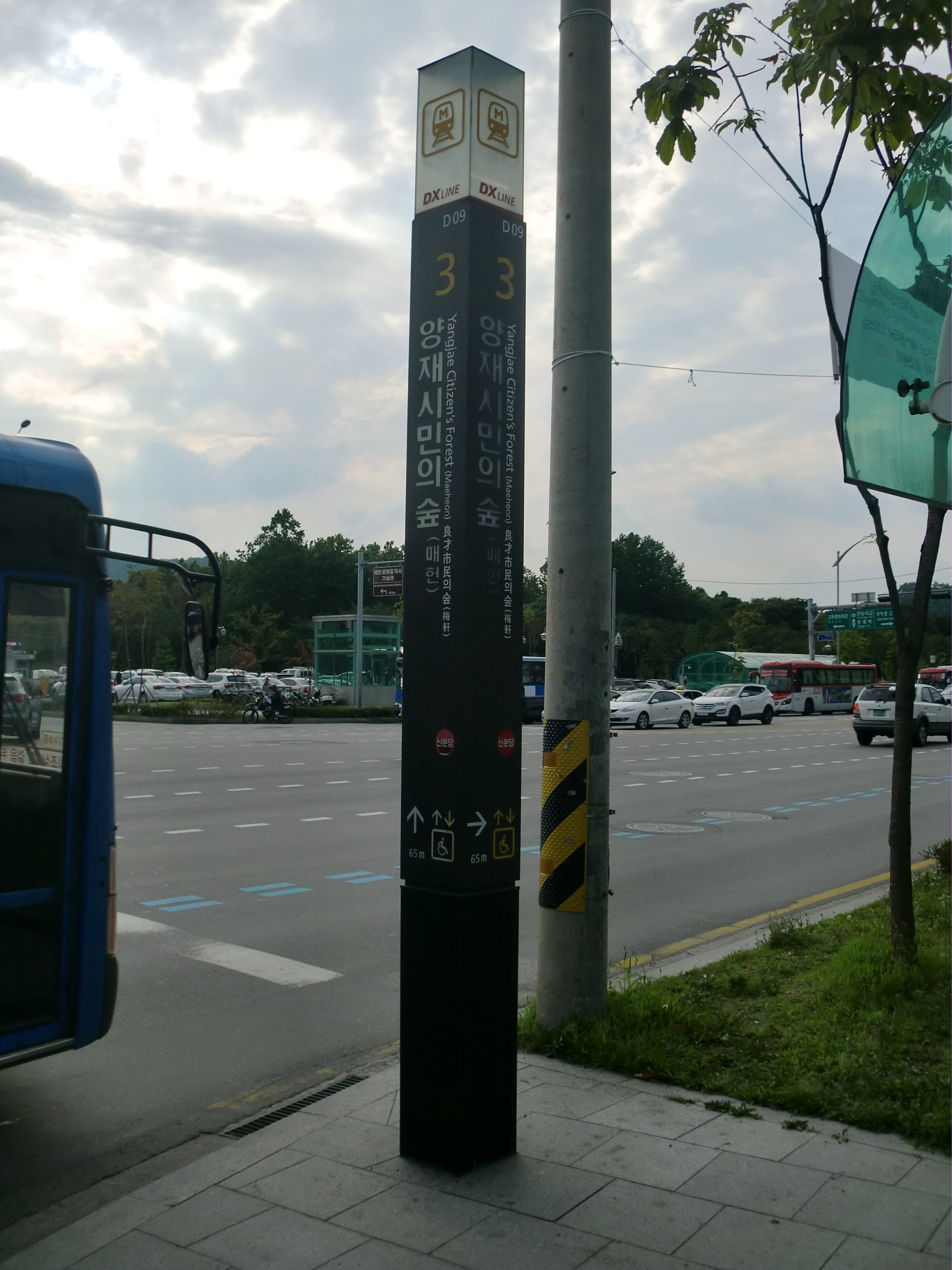
3號出口側柱站牌

## 相鄰車站
Neo Trans
●新盆唐線
良才（D08）－良才市民之林（D09）－清溪山（D10）